# Franz-Rudolf Esch

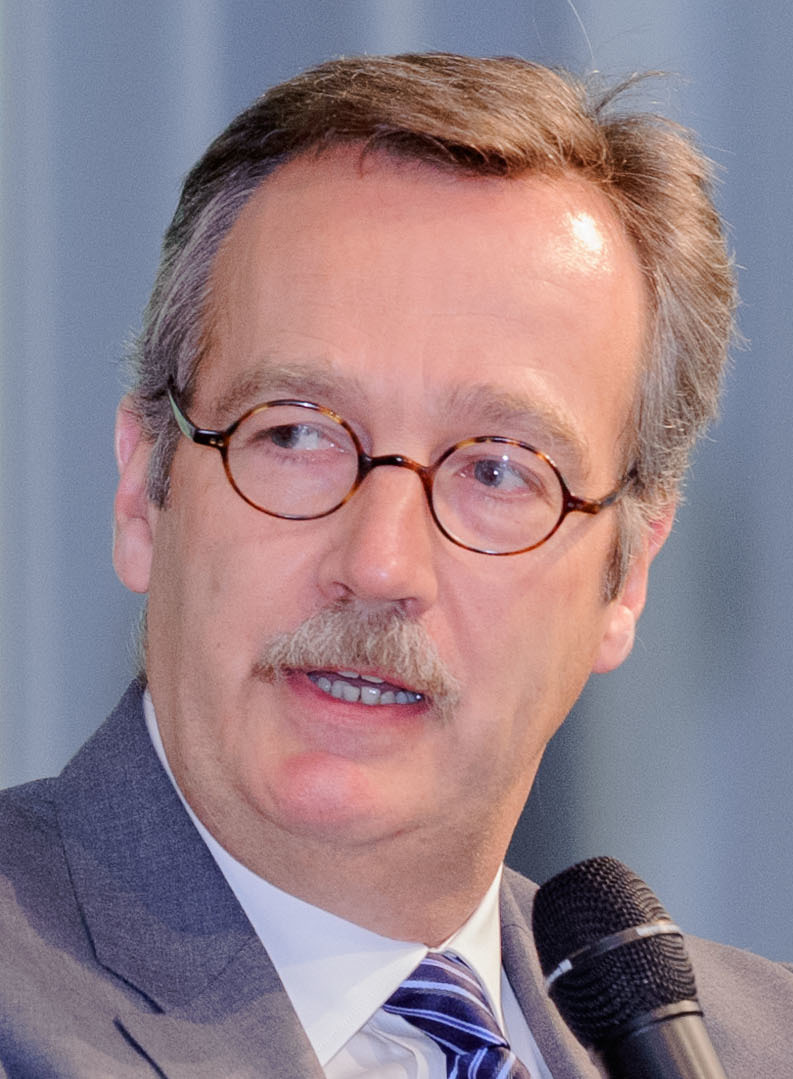
Franz-Rudolf Esch, 2013

Franz-Rudolf Esch (* 1960) ist ein deutscher Ökonom und Hochschullehrer. Esch beschäftigt sich mit Beratung und Forschung zum Markenmanagement, zur Kommunikation und zum Kundenverhalten.

## Leben
1978 machte Esch das Abitur am Max von Laue-Gymnasium in Koblenz. Von 1978 bis 1980 war er als Wehrdienstleistender bei der Bundeswehr. 1980–1986 studierte Esch Betriebswirtschaftslehre an der Universität des Saarlandes und erwarb den Abschluss Diplom-Kaufmann, anschließend war er wissenschaftlicher Mitarbeiter am Institut für Konsum- und Verhaltensforschung.
1990 folgte die Promotion an der Universität des Saarlandes nach vierjähriger Erstellung der Dissertation bei Werner Kroeber-Riel über Expertensysteme zur Beurteilung von Werbeanzeigen. Im Jahr 1996 schloss sich die Habilitation an der Universität des Saarlandes an. Thema war die Wirkung integrierter Kommunikation. Von 1996 bis 2010 war Esch Professor für Betriebswirtschaftslehre mit dem Schwerpunkt Marketing an der Justus-Liebig-Universität Gießen. 1998 gründete er das Institut für Marken- und Kommunikationsforschung an der Justus-Liebig-Universität Gießen und überführte es 2010 an die EBS Universität für Wirtschaft und Recht in Oestrich-Winkel. 2020 wurde die Arbeit des Instituts eingestellt.
Esch war 11 Jahre Vize-Präsident des Deutschen Marketing-Verbands, 16 Jahre Mitglied der Jury zum Markenaward und Mitglied diverser Herausgeberbeiräte von Marketingzeitschriften und Buchreihen.

## Schriften
- Franz-Rudolf Esch: Purpose & Vision: Wie Unternehmen Zweck und Ziel erfolgreich umsetzen. Campus Verlag, Frankfurt am Main 2021, ISBN 978-3-593-51367-6.
- Franz-Rudolf Esch: Marke 4.0. Wie Unternehmen zu digitalen Markenchampions werden. Vahlen Verlag, München 2020, ISBN 978-3-8006-5940-1.
- Franz-Rudolf Esch, Daniel Kochann: Kunden begeistern mit System: In 5 Schritten zur Customer Experience Execution. Campus Verlag, Frankfurt am Main 2019, ISBN 978-3-593-50995-2.
- Franz-Rudolf Esch: Handbuch Markenführung. Band 1, Springer Gabler Verlag, Wiesbaden 2019, ISBN 978-3-658-13341-2.
- Franz-Rudolf Esch: Handbuch Markenführung. Band 2, Springer Gabler Verlag, Wiesbaden 2019, ISBN 978-3-658-13341-2.
- Franz-Rudolf Esch, Thorsten Tomczak, Joachim Kernstock, Tobias Langner, Jörn Redler: Corporate Brand Management. 4. Auflage. Springer Gabler Verlag, Wiesbaden 2019, ISBN 978-3-658-24899-4.
- Franz-Rudolf Esch: Strategie und Technik der Markenführung. 9. Auflage. Vahlen Verlag, München 2018, ISBN 978-3-8006-5468-0.
- Franz-Rudolf Esch: IDENTITÄT. Das Rückgrat starker Marken. Campus Verlag, Frankfurt am Main. ISBN 978-3-593-50576-3.
- Franz-Rudolf Esch (Hrsg.): Strategie und Technik des Automobilmarketing. Springer-Gabler Verlag, Wiesbaden 2013, ISBN 978-3-8349-3391-1.
- Franz-Rudolf Esch, Andreas Herrmann, Henrik Sattler: Marketing. Eine managementorientierte Einführung. 5. Auflage. München 2017, ISBN 978-3-8006-5470-3.
- Manfred Bruhn, Franz-Rudolf Esch, Tobias Langner: Handbuch Strategische Kommunikation. 2. Auflage. Springer Gabler, Wiesbaden 2016, ISBN 978-3-658-04705-4.
- Manfred Bruhn, Franz-Rudolf Esch, Tobias Langner: Handbuch Instrumente der Kommunikation. 2. Auflage. Springer Gabler, Wiesbaden 2016, ISBN 978-3-658-04654-5.
- Franz-Rudolf Esch, Tobias Langner, Manfred Bruhn: Handbuch Controlling der Kommunikation. 2. Auflage. Springer Gabler, Wiesbaden 2016, ISBN 978-3-8349-3441-3.
- Tobias Langner, Franz-Rudolf Esch, Manfred Bruhn: Handbuch Techniken der Kommunikation. 2. Auflage. Springer Gabler, Wiesbaden 2016, ISBN 978-3-658-04652-1.
- Werner Kroeber-Riel, Franz-Rudolf Esch: Strategie und Technik der Werbung. 8. Auflage. Stuttgart 2015, ISBN 978-3-17-026258-4.
- Franz-Rudolf Esch, Torsten Tomczak, Joachim Kernstock, Tobias Langner, Jörn Redler (Hrsg.): Corporate Brand Management. 3. Auflage. Wiesbaden 2014.
- Franz-Rudolf Esch, Christian Knörle, Kristina Strödter: Internal Branding: Wie Sie mit Mitarbeitern die Marke stark machen. Vahlen Verlag, München 2014, ISBN 978-3-8006-4793-4.
- Torsten Tomczak, Franz-Rudolf Esch, Joachim Kernstock, Andreas Herrmann (Hrsg.): Behavioral Branding. 3. Auflage. Wiesbaden 2012, ISBN 978-3-8349-3214-3.
- Franz-Rudolf Esch, Wolfgang Armbrecht (Hrsg.): Best Practice der Markenführung. Gabler, Wiesbaden 2009, ISBN 978-3-8349-0933-6.
- Manfred Bruhn, Franz-Rudolf Esch, Tobias Langner (Hrsg.): Handbuch Kommunikation. 1. Auflage. Springer Gabler, Wiesbaden 2009.
- Gerold Behrens, Franz-Rudolf Esch, Erika Leischner, Maria Neumaier (Hrsg.): Gabler Lexikon Werbung. Gabler Verlag, Wiesbaden 2001, ISBN 3-409-19963-2.
- Franz-Rudolf Esch: Wirkung integrierter Kommunikation. 5. Auflage. Gabler Verlag, Wiesbaden 2011, ISBN 978-3-8349-2570-1.
- Franz-Rudolf Esch unter Mitwirkung von Werner Kroeber-Riel: Expertensysteme für die Werbung. Vahlen Verlag, München 1994, ISBN 3-8006-1738-2.
- Franz-Rudolf Esch: Expertensystem zur Beurteilung von Anzeigenwerbung. Physica-Verlag, Heidelberg 1990, ISBN 3-7908-0518-1.